# Historia de Asia Central

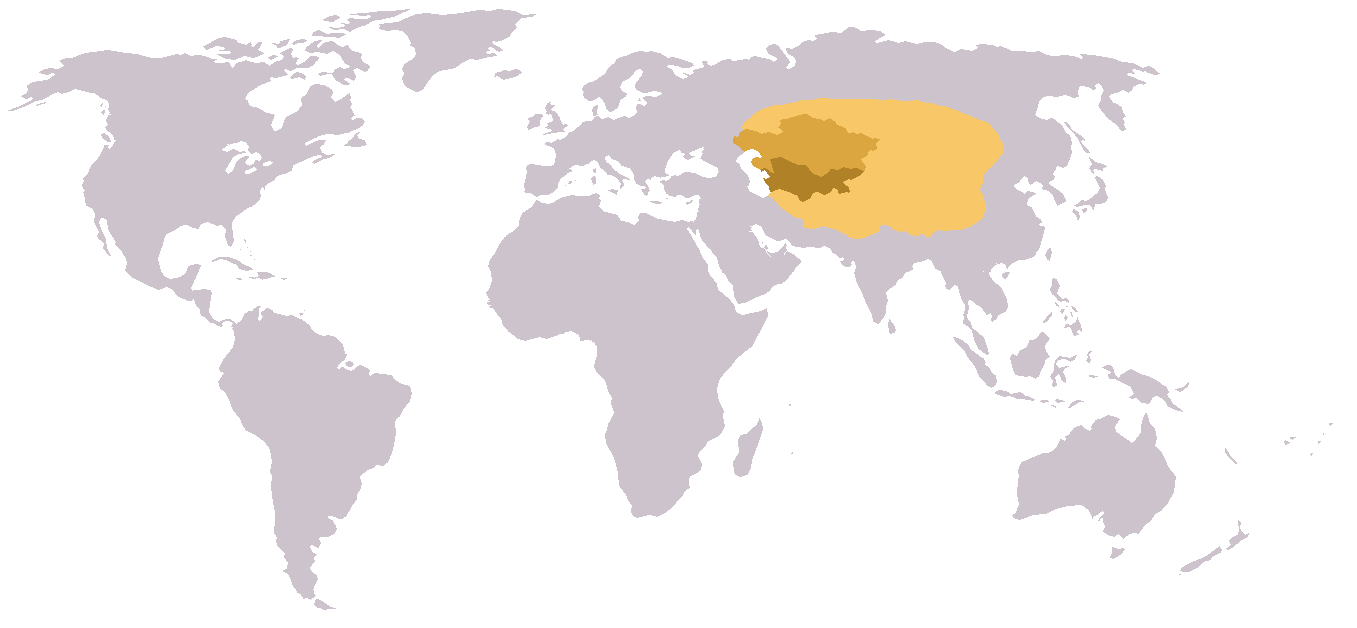
Asia Central situada como una región del mundo según tres criterios, de oscuro a claro:denominación soviética, denominación moderna habitual, UNESCO.

La historia de Asia Central ha estado condicionada principalmente por el clima y la geografía de la zona. La aridez de la región dificulta la práctica de la agricultura y su distancia al mar la aísla en gran medida del comercio. En consecuencia solo se han formado unas pocas ciudades de gran tamaño, y el área estuvo dominada durante milenios por los pueblos nómadas de la estepa.
Las relaciones entre los nómadas de la estepa y la población sedentaria de Asia Central fueron durante mucho tiempo conflictivas. El estilo de vida nómada se adaptaba muy bien a la práctica de la guerra y los jinetes de la estepa fueron uno de los pueblos del mundo con mayor potencial militar, aunque estaban limitados por la falta de unidad interna. En las ocasiones en las que muchas tribus quedaron bajo el mando de grandes líderes crearon ejércitos casi imparables, como en la invasión de Europa emprendida por los hunos, los ataques Wu Hu a China y sobre todo la conquista de buena parte de Eurasia por los mongoles.
El dominio de los nómadas terminó en el siglo XVI, cuando las armas de fuego permitieron a los pueblos sedentarios controlar la región. Desde entonces Rusia, China y otras potencias se expandieron por la región y llegaron a tomar control de la mayor parte de Asia Central a finales del siglo XIX. Tras la Revolución rusa, la mayoría de regiones de Asia Central fueron incorporadas a la Unión Soviética; sólo Mongolia permaneció independiente, aunque en la práctica era un estado satélite. Las zonas soviéticas de Asia Central se industrializaron y se construyó mucha infraestructura pero al mismo tiempo se suprimieron las culturas locales, y se produjeron cientos de miles de muertes en programas de colectivización fallidos.
Tras el colapso de la Unión Soviética, cinco países de Asia Central obtuvieron la independencia. En estos nuevos estados buena parte del poder está en manos de antiguos oficiales soviéticos. Ninguna de estas repúblicas puede considerarse una democracia. El resto de regiones de Asia Central forman parte de la República Popular China.

## Prehistoria
Recientes estudios genéticos han concluido que los primeros hombres que llegaron a la región lo hicieron hace entre 40.000 y 50.000 años, siendo una de las primeras zonas con asentamientos humanos. Sin embargo, las evidencias arqueológicas de la población de Asia Central son escasas, mientras que las evidencias de la llegada del hombre a África y Australia en épocas anteriores son bien conocidas. Algunos estudios han identificado esta región como el origen más probable de las poblaciones que más tarde habitarían Europa, Siberia y América del Norte. También se considera a menudo a la región como el lugar de donde proviene la raíz de las lenguas indoeuropeas.
La domesticación del caballo empezó en Asia Central en el IV milenio a. C. Los caballos (en realidad, ponis) se seleccionaban según su fuerza, y hacia el II milenio a. C. eran suficientemente fuertes como para tirar de carros, lo que propició el nomadismo, una forma de vida que dominaría la región durante varios milenios.

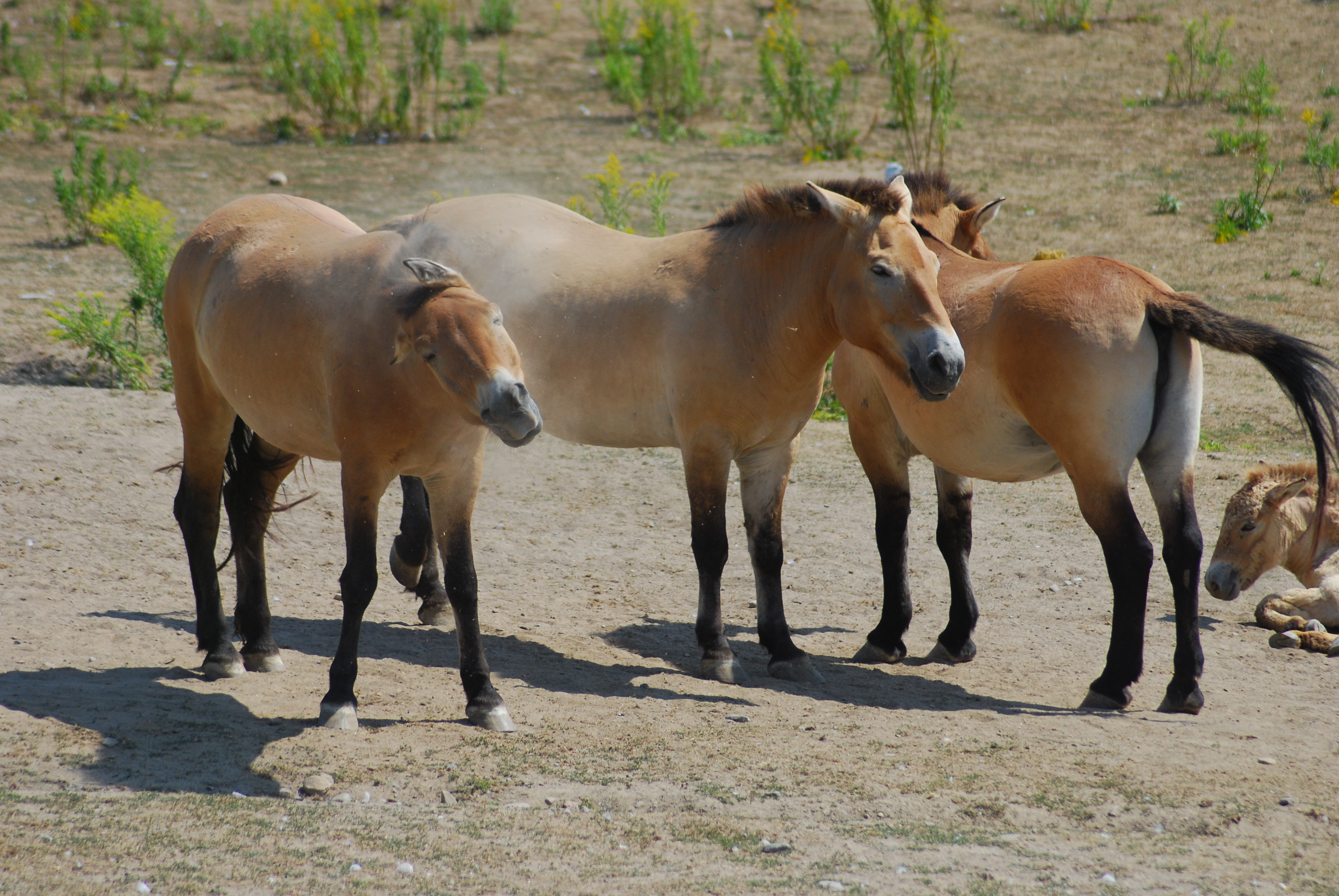
Caballo de Przewalski (Equus przewalskii), también conocido como caballo salvaje mongol, es probablemente el ancestro de los primeros caballos domésticos.

Los grupos nómadas cuidaban de rebaños de ovejas, cabras, caballos y camellos, y emprendían migraciones anuales en busca de nuevos pastos (una práctica conocida como transhumancia). La gente vivía en yurtas, tiendas hechas de pieles y madera que pueden desmontarse y transportarse, con espacio para unas cinco personas.
Mientras que las áridas llanuras estaban bajo el dominio de los nómadas, en las zonas más húmedas surgieron pequeñas ciudades estado y sociedades agrarias sedentarias. El Complejo arqueológico Bactria-Margiana de principios del II milenio a. C. fue la primera civilización sedentaria de la región. Sus habitantes practicaban el cultivo por irrigación del trigo y la cebada y, posiblemente, conocían algún tipo de escritura. Asimismo, es probable que se hayan relacionado con los nómadas de la Edad de Bronce de la cultura Andronovo, los inventores de los carros de ruedas radiales, que vivían al norte en Siberia Occidental, Rusia, y algunas zonas de Kazajistán, cultura que persistió hasta el I milenio a. C. Estas culturas, particularmente la Bactria-Margiana, se han apuntado como posibles representantes de la hipotética cultura aria, que sería origen de las lenguas Ural-Altaicas e Indo-Iraníes.
Posteriormente, las ciudades estado sogdianas del Valle de Fergana tuvieron gran importancia. Estas ciudades, tras el siglo I a. C., hospedaron a los comerciantes de la Ruta de la Seda y se enriquecieron con el comercio. En aquel tiempo los nómadas de la estepa dependían de los pueblos sedentarios para procurarse un amplio abanico de bienes que de otra forma no podían producir. Los nómadas comerciaban cuando podían, pero como por lo general no producían bienes que pudieran interesar a los habitantes de los asentamientos permanentes practicaron con frecuencia los saqueos.
Las estepas fueron pobladas por una amplia variedad de pueblos. Entre los pueblos nómadas de Asia Central se cuentan los hunos y otros pueblos turcos, los persas, los tocarios, otros grupos que hablaban lenguas indoeuropeas y algunos grupos de mongoles. A pesar de las diferencias étnicas y lingüísticas, el estilo de vida de la estepa propició la adopción de una cultura muy similar a lo largo de la región.

## Influencias externas
En el primer y segundo milenio a. C. se desarrollaron una serie de estados extensos y poderosos en la periferia meridional de Asia Central. Estos imperios intentaron conquistar los pueblos de la estepa muchas veces con éxito parcial. Tanto los medos como la dinastía aqueménida dominaron partes de Asia Central. Los estados chinos también intentaron con frecuencia extender sus dominios hacia el oeste; pero a pesar de su poder militar descubrieron que era casi imposible conquistar a los nómadas, que cuando se encontraban con un gran ejército podían adentrarse en la estepa y esperar a que las tropas invasoras se marcharan. Sin ciudades y sin más riqueza que el ganado, que se llevaban con ellos, no tenían nada que tuvieran que defender. Heródoto relata un ejemplo de esta situación en su detallada crónica de la futilidad de las campañas Persas contra los escitas.

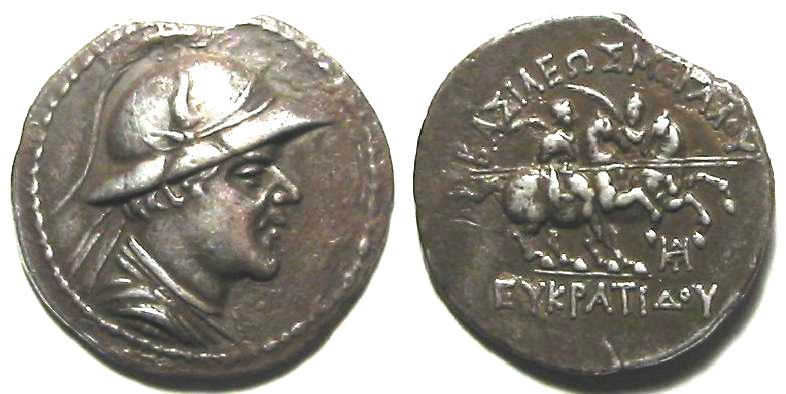
Tetradracma de, Eucrátides, Rey de Greco-Bactria (171-145 a. C.).

Algunos imperios hicieron incursiones más profundas en Asia Central, encontrando ciudades que pudieron conquistar y tomar así el control de las rutas comerciales. Las conquistas de Alejandro Magno extendieron la civilización Helenística hasta Alejandría Eschate (Lit. “la Última Alejandría”, actual Kokand, Tayikistán), fundada el año 329 a. C. Tras la muerte de Alejandro en 323 a. C., su sucesor en este territorio cayó derrotado frente al Imperio seléucida durante las Guerras de los Diádocos. En 250 a. C., la parte del Imperio de Bactriana en Asia central se secesionó para formar el reino Grecobactriano, que tuvo mucho contacto con India y China hasta su fin en 125 a. C. El Reino Indogriego, establecido principalmente en la región de Panyab pero que gobernaba buena parte de Afganistán, fue pionero en el desarrollo del grecobudismo. El Imperio kushán cobró fuerza en la región desde el siglo II a. C.. al IV, y continuó la tradición helenística y budista. Estos estados prosperaron gracias a la Ruta de la Seda, que cruzaba la región y unía China con Europa. Más tarde la zona caería bajo el dominio de otras potencias, como el Imperio sasánida.
Una de estas potencias, el Imperio parto, se originó en Asia Central, pero adoptó las tradiciones culturales persas, situación que se daría a menudo en la historia: pueblos nómadas originarios de Asia Central conquistan los reinos e imperios circundantes, pero rápidamente adoptan la cultura de los pueblos conquistados.
Por esta época, Asia Central era una zona heterogénea con mezclas de culturas y religiones. El budismo seguía siendo la religión mayoritaria, pero sus fieles se concentraban en el este. En Persia cobró importancia el zoroastrismo. El cristianismo nestoriano penetró en la región, pero nunca pasó de la condición de culto minoritario. El maniqueísmo, en cambio, tuvo mejor acogida y llegó a ser la tercera religión en importancia. Muchos habitantes de Asia Central eran practicantes de más de una religión, y además casi todos los cultos estaban influidos por tradiciones chamánicas locales. En el siglo VIII, el Islam entró en la zona y en poco tiempo sería la religión mayoritaria, aunque el budismo persistió con vigor en el este. Los nómadas del desierto de Arabia podían compararse militarmente a los nómadas de la estepa y tras una serie de victorias las primeras dinastías árabes obtuvieron el control de grandes zonas de Asia Central. La invasión árabe también minó la influencia china en la parte occidental de Asia Central. En la batalla del Talas los ejércitos árabes derrotaron definitivamente a las fuerzas de la dinastía Tang y como consecuencia los pueblos originarios de Oriente Medio dominarían la región.
Una de las causas de la gran efectividad militar y de la complejidad estratégica de la invasión árabe de Asia Central es el hecho de que el avance fue dirigido simultáneamente siguiendo dos vías de comunicación separadas entre sí pero convergentes. La destrucción del ejército real persa por los árabes en la batalla de Nehavend, en el año 21/642, acabó con la resistencia persa, que estaba organizada centralmente, y el último rey sasánida, Yazdagird III, se convirtió en un fugitivo. 
Las autoridades locales ofrecieron una resistencia esporádica que raras veces fue efectiva. En 29/649 las fuerzas del gobernador de Kufa, Sa'id ben al-'As, avanzaron por la ruta que iba desde Hamadán y Ray hasta Jurjan y Jorasán. Al mismo tiempo, el gobernador árabe de Basora (Basra), Abdullah ben'Amir, había comenzado su avance a través de Fars y Kirman hacia el oasis de Tabas, y en dirección a Nishapur y Marv.

## El resurgir de los nómadas

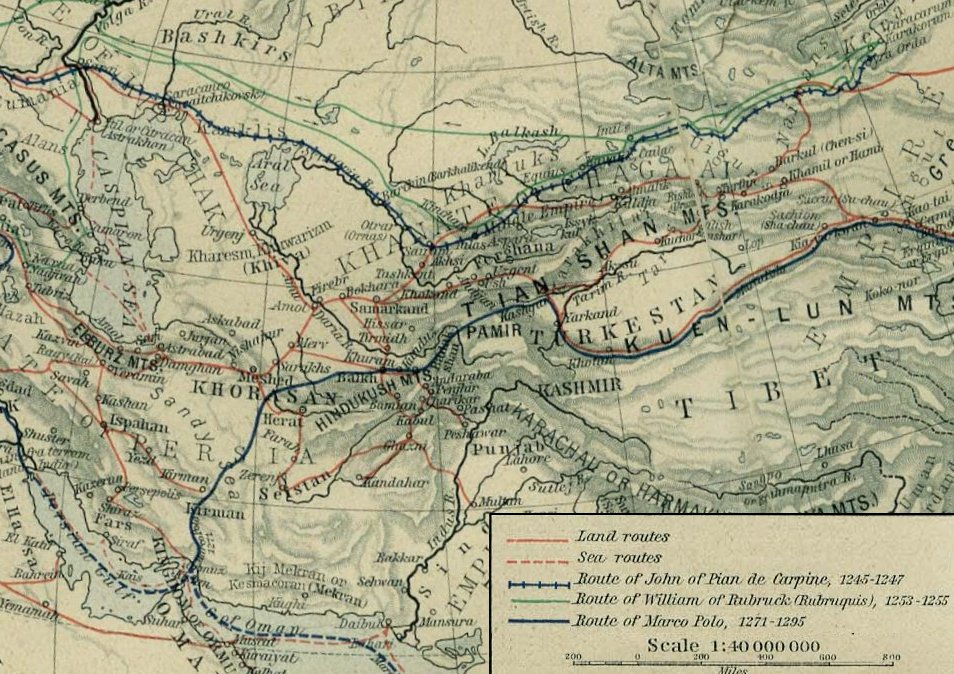
Mapa que muestra las tres rutas comerciales más importantes de Asia central en el.

Con el transcurso del tiempo, según se introdujeron nuevas tecnologías en la región, los jinetes nómadas se volvieron más poderosos. Los Escitas descubrieron la silla de montar, y en la época de los alanos se empezaron a usar estribos. Los caballos habían seguido siendo seleccionados, y llegaron a tener el tamaño y la robustez necesarias para que no hicieran falta carros pues los caballos podían llevar a hombres sin dificultad. Esto incrementó enormemente la movilidad de los nómadas, y además les permitió gobernar a los caballos sin tener que usar las manos, que quedaban libres para disparar arcos. Mediante unos pequeños pero potentes arcos compuestos, los pueblos de la estepa llegaron a ser la fuerza militar más poderosa del mundo. A partir de cierta edad se entrenaba a casi todos los varones en la monta y el uso del arco, habilidades necesarias para sobrevivir en la estepa, de forma que en la edad adulta podían disparar a caballo con total naturalidad. Además, los jinetes arqueros tenían una movilidad mayor a la de cualquier otro ejército de la época, pues eran capaces de viajar 60 kilómetros al día sin problemas.
Los pueblos de la estepa dominaron rápidamente Asia Central, obligando a las ciudades estado y a los reinos a elegir entre rendirles pleitesía o enfrentarse a la aniquilación. Sin embargo, la capacidad militar de los pueblos de la estepa estaba limitada por la falta de una estructura política entre las tribus. En ocasiones se formarían confederaciones entre varios grupos bajo el mando de un kan. Cuando se coordinaban grandes grupos de nómadas constituían una fuerza terrible, como sucedió cuando los hunos llegaron a Europa occidental, pero como la tradición dictaba que los dominios conquistados debían dividirse y poner cada uno bajo el mando de uno de los hijos del kan estos imperios se desmoronaban tan rápido como se habían formado.
Tras la expulsión de las fuerzas foráneas se formaron muchos imperios gobernados por nativos de Asia Central. Los heftalitas fueron el pueblo más poderoso de entre estos grupos de nómadas en los siglos VI y VII y gobernaron la mayor parte de la zona. En los siglos X y XI la región se dividió en muchos estados poderosos, como los samánidas, los selyúcidas y el Imperio corasmio, pero todos tuvieron una corta vida. La potencia más espectacular que apareció en Asia Central lo hizo cuando Gengis Kan unió las tribus de Mongolia. Mediante el empleo de unas técnicas militares superiores a las del resto, el Imperio mongol se difundió hasta comprender casi toda Asia Central, así como grandes zonas de China, Rusia y Oriente Medio. Tras Temujin (nombre original de Gengis Kan), la mayor parte de Asia Central continuó bajo el mando de su sucesor, Chagatai, aunque durante poco tiempo, pues en 1369 Tamerlán, un líder turco con conocimiento de las tácticas militares mongolas, conquistó la mayor parte de la región.
Gobernar las tierras conquistadas más allá de la estepa resultaba incluso más difícil que mantener a los pueblos internos unidos. Aunque para los pueblos de la estepa resultaba sencillo conquistar nuevas tierras, su gobierno les resultaba casi imposible. La estructura política de las confederaciones de la estepa se adaptaba mal a las organizaciones complejas de los pueblos conquistados. Además, los ejércitos de los nómadas estaban constituidos por grandes números de caballos, normalmente tres o cuatro por guerrero. Mantener estos ejércitos requería grandes pastos que encontraban con dificultad fuera de la estepa, así que si permanecían largas temporadas en las zonas conquistadas los ejércitos se debilitaban gradualmente. Para gobernar a los pueblos sedentarios tenían que confiar en la burocracia local, lo que llevaba a la rápida asimilación de los nómadas en la cultura de los pueblos conquistados. Otra limitación de importancia era que los ejércitos, en su mayor parte, eran incapaces de penetrar en las zonas boscosas del norte, de forma que estados como la República de Novgorod y el Principado de Moscú empezaron a volverse poderosos.
En el siglo XIV la mayor parte de Asia Central, entre otras regiones, fue conquistada por Tamerlán. Sin embargo, su gran imperio se hundió poco después de su muerte. Entonces la región se dividió en pequeños kanatos, como el de Jiva, el de Bujará, el de Kokand, y el de Kashgar.

## La conquista de la estepa
La forma de vida de la zona, que había permanecido prácticamente inalterada desde el año 500 a. C. empezó a desaparecer tras el año 1500. Durante los siglos XIV y XV se desarrolló la navegación y los europeos, que habían dejado de beneficiarse de la Ruta de la Seda al encontrarse su extremo occidental bajo gobierno de los musulmanes, establecieron las primeras rutas oceánicas. Gradualmente, el comercio entre Asia Oriental, India, Europa y Oriente medio se llevó a cabo en las rutas marítimas, en las que Asia Central no podía participar. La desunión de la región tras la caída del imperio Mongol volvió el comercio por la Ruta de la Seda más peligroso e impredecible, así que poco a poco esta fuente de riqueza fue decayendo.

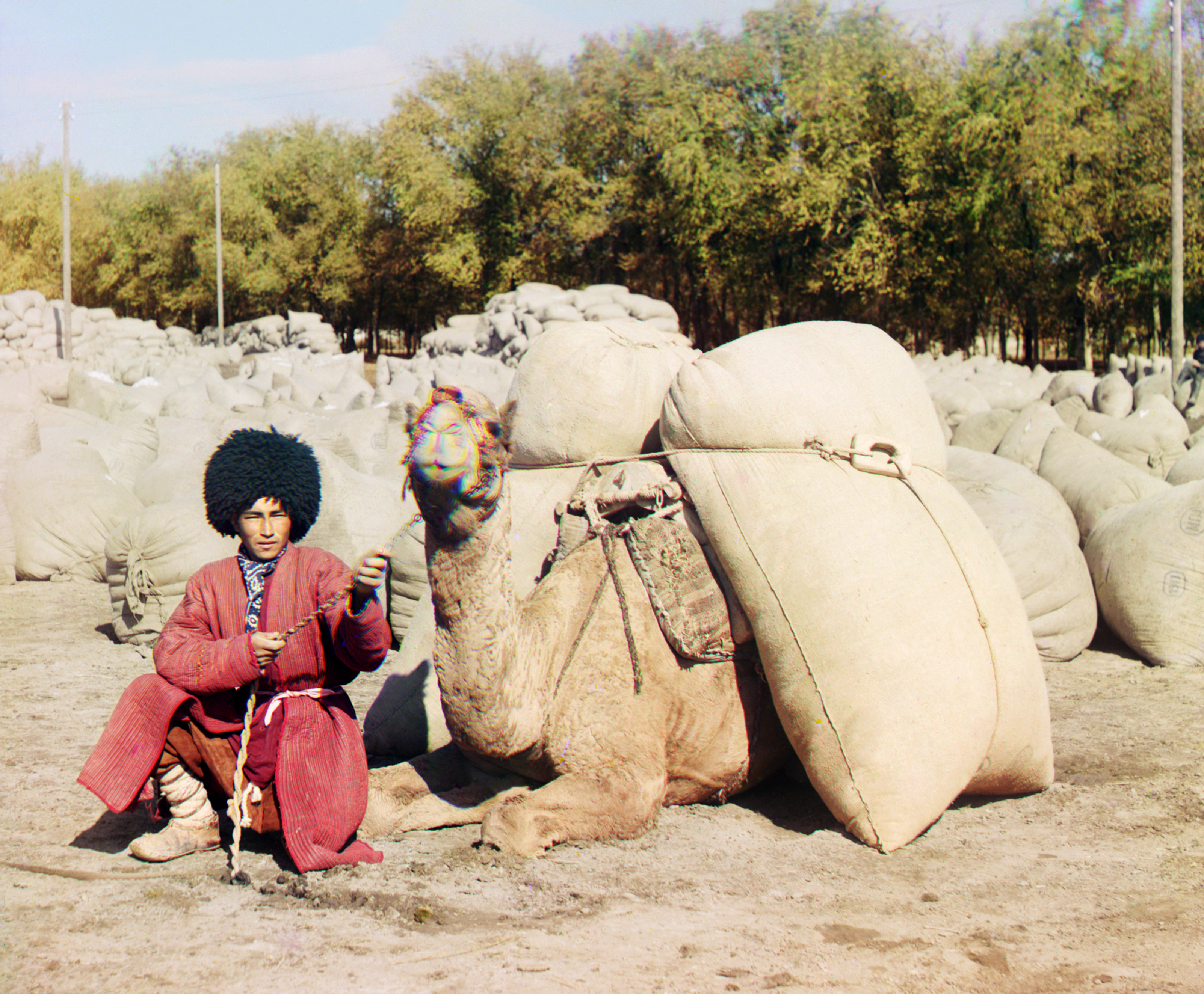
Un hombre turcomano con su indumentaria tradicional, entre 1905 y 1915.

Aún más relevante fue la invención de las armas de fuego. La revolución de la pólvora permitió a los pueblos sedentarios derrotar a los jinetes de la estepa en combate abierto por primera vez. Para la construcción de estas armas eran imprescindibles la infraestructura y economía de las sociedades complejas, así que los nómadas eran incapaces de producirlas. El dominio de los nómadas se resintió gravemente, y a principios del siglo XV los pueblos sedentarios fueron conquistando gradualmente Asia Central.
El último imperio de la estepa fue el de los zúngaros, que conquistaron gran parte de Turquestán y Mongolia. Sin embargo, cómo síntoma de los cambios que estaban deviniendo, no estuvieron a la altura de las fuerzas chinas y fueron derrotados por los ejércitos de la Dinastía Manchú. En el siglo XVIII los emperadores manchúes, originarios de la parte oriental de la estepa, conquistaron la parte occidental y Mongolia, tomando el control de Xinjiang en 1758. La amenaza mongola se había superado y China se anexionó gran parte de Mongolia interior. Los dominios chinos llegaron al corazón de Asia Central e incluían el Kanato de Kokand, que rindió pleitesía a Pekín. La Mongolia exterior y Xinjiang no se convirtieron en provincias del imperio chino, sino que fueron administradas directamente por la dinastía Manchú. Al no haber gobernador provincial los gobernantes locales mantenían muchos de sus poderes. Estas condiciones especiales fueron un obstáculo para la emigración desde el resto de China a la región. Persia también empezó a expandirse al norte, especialmente bajo el reinado de Nadir Shah, que extendió las fronteras persas más allá del Amu Daria. Sin embargo, tras su muerte el imperio Persa se desmenuzó y su territorio pasó al control de Gran Bretaña y Rusia.
Los rusos también se expandieron hacia el sur, primero transformando la estepa ucraniana en tierras de cultivo, y más tarde en los bordes de las estepas kazajas, empezando con la fundación de la fortaleza de Orenburg. La lenta conquista del corazón de Asia Central empezó en el siglo XIX, aunque Pedro el Grande había mandado una expedición fallida contra Jiva en 1720. En el siglo XIX poco podían hacer los nativos para resistir ante el avance ruso, aunque los kazajos lograron algunas victorias en la década de 1820 bajo el mando de Kenesary Kasimov. Sin embargo, hasta 1870 la influencia rusa fue mínima, pues no cambiaron la forma de vida de los nativos ni sus formas de gobierno. Con la conquista de Turquestán tras 1865 y los consiguientes esfuerzos por asegurar la frontera, los rusos fueron expropiando gradualmente grandes partes de la estepa para dárselas a granjeros rusos, que empezaron a llegar en grandes cantidades. Este proceso en principio se limitó a los bordes septentrionales de la estepa, y no fue hasta la década de 1890 cuando un número considerable de rusos empezaron a establecerse más al sur, especialmente en Semirechye.

## El Turquestán bajo control extranjero

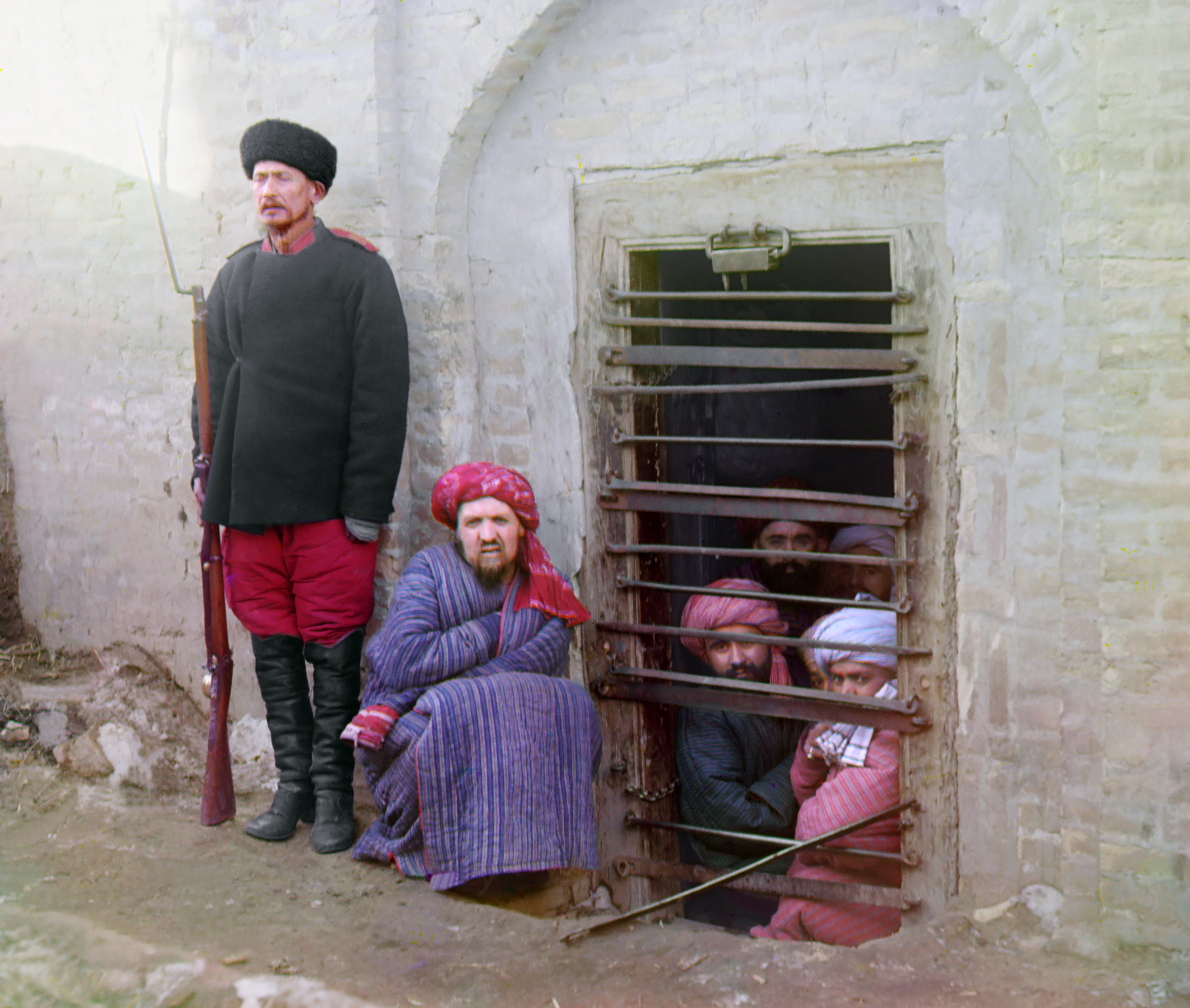
Prisioneros en una zindan, una prisión tradicional de Asia Central, en el protectorado de Bukara bajo el control de la Rusia Imperial (1910).

### Las campañas rusas
Las tropas de los kanatos estaban pobremente equipadas y podían hacer bien poco para resistir el avance de los ejércitos del Zar, aunque Alimqul, el comandante de Kokandia lideró una campaña quijotesca antes de morir cerca de Chimkent. La oposición principal a la expansión rusa en Turquestán provino de los británicos que consideraban que Rusia estaba volviéndose demasiado poderosa y empezaba a amenazar la frontera noroeste de la India Británica. Esta rivalidad tomó el nombre de El Gran Juego. En este período Afganistán tuvo una gran importancia estratégica, pues era el único estado que separaba a Rusia de la India Británica. 
Tras la caída de Taskent bajo las fuerzas del General Cherniev en 1885, Khujand, Djizak y Samarcanda fueron derrotadas también por Rusia durante los siguientes tres años, y el Kanato de Kokand y el Emirato de Bujará sufrieron también varias derrotas. En 1867 el Turquestán Ruso fue puesto bajo el mando de un Gobernador General, Konstantin Petrovich Von Kaufman, con sede en Taskent. En 1881-85 la región de Transcaspia fue también anexada en el transcurso de una campaña liderada por los generales Annenkov y Mijaíl Skobelev, y Asjabad, Merv y Pendjeh también cayeron ante el avance ruso. La expansión rusa se detuvo en 1887 cuando delinearon junto a Gran Bretaña la frontera norte de Afganistán. Bujará y el Kanato de Jiva quedaron como regiones casi independientes aunque en esencia eran protectorados de la India Británica. Aunque la conquista fue realizada por razones de estrategia militar, en las décadas de 1870 y 1880 el Turquestán desempeñó un papel económico de importancia en el Imperio ruso, pues a causa de la guerra civil estadounidense el precio del algodón experimentó un alza considerable; y de esta forma este cultivo fue implantándose en la región, aunque a una escala mucho menor que durante el período soviético. El comercio de algodón trajo consigo inversiones, como la construcción del ferrocarril Trans-Caspio desde Turkmenistán (en ruso Krasnovodsk) hasta Samarcanda y Taskent, y el ferrocarril Trans-Aral desde Orenburg hasta Taskent. A largo plazo se desarrolló un monocultivo del algodón que volvería a Turquestán dependiente de la importación de alimentos desde Siberia. Los gobernantes rusos permanecieron a distancia de los habitantes locales, preocupándose sólo de la minoría de habitantes rusos de la región, pues los musulmanes locales no estaban considerados como plenos ciudadanos rusos; no tenían los privilegios de los rusos, ni las mismas obligaciones, como el servicio militar. El régimen del Zar dejó intactos elementos sustanciales de los regímenes anteriores, así que las villas prácticamente se autogobernaban.

### La influencia china
Los tumultos internos dificultaron la expansión de China en el siglo XIX. En 1867 Yakub Beg lideró una rebelión que devolvió la independencia a Xinjiang. Las rebeliones de Taiping y Nian en el corazón del imperio impidieron a los chinos recuperar el control sobre esa zona. En cambio, Rusia se expandió a su costa, anexionándose los valles del Chu y el Ili y la ciudad de Kuldkja, que estaban en manos del Imperio chino. Tras la muerte de Yakub Beg en 1877 su estado se desplomó y China reconquistó la zona. Kuldja volvió bajo el mando de Pekín tras largas negociaciones en 1884.

### Revuelta y revolución
Durante la Primera Guerra Mundial, se abolió la exención de los musulmanes al servicio militar, hecho que desencadenó la Revuelta de Asia Central en 1916. Cuando estalló la Revolución rusa de 1917 se reunió un gobierno provisional de reformistas Jadid, conocidos como el Concilio Musulmán de Turquestán se reunieron en Kokand y declararon la autonomía de Turquestán. Este nuevo gobierno fue rápidamente aplastado por las fuerzas del Soviet de Taskent, movimiento con el que se aprovechó para invadir los estados semiautónomos de Bujará y Jiva. Las fuerzas independentistas fueron derrotadas con rapidez, pero las guerrillas continuaron luchando con los comunistas hasta 1924. Mongolia también fue barrida por la revolución comunista y, aunque nunca fue una república soviética, acabaría siendo una República Popular en 1924.
El Ejército Rojo amenazaba con invadir el Turquestán Chino, así que el gobernador de la región accedió a colaborar con los soviets. La creación de la República de China en 1911 y el tumulto general consiguiente afectaron a sus posesiones en Asia Central. El control de la región por parte del Kuomintang era débil, pues estaba amenazado tanto por los separatistas islámicos como por los comunistas. Finalmente la región se independizó bajo el control del gobernador provincial. En lugar de invadirla, la Unión Soviética estableció una red de consulados en la región y envió ayuda y consejeros técnicos. Para 1930 las relaciones del gobernador de Sinkiang con Moscú eran mucho más importantes que con Nankín. La guerra civil china desestabilizó aún más la región, lo que aprovecharon los nacionalistas para buscar la independencia. En 1933 se estableció la Primera República de Turquestán Oriental, pero pronto fue abatida por las tropas soviéticas. Tras la invasión alemana de la Unión Soviética en 1941, el gobernador Sheng Shih-ta'ai de Singkiang jugó su baza y rompió las relaciones con Moscú, aliándose con el Kumintang, lo que condujo a la región a una guerra civil en la región. Finalmente, Sheng fue forzado a abandonar el país y tras el regreso de los soviets se formó la Segunda República de Turquestán Oriental. Este estado fue anexionado a la República Popular de China en 1949.

## La dominación soviética y china
En 1918 los bolcheviques establecieron las Repúblicas Soviéticas de Turquestán, Bujará y Jiva. En 1919 se dispuso la Comisión Conciliadora para Asuntos de Turquestán, en un intento de mejorar las relaciones del pueblo oriundo con los comunistas. También se introdujeron nuevas políticas respecto a las costumbres y la religión. En 1920 se estableció la República Socialista Soviética Autónoma de Kirguistán en el territorio del Kazajistán actual, y se la renombró República Socialista Soviética de Kazajistán en 1925. En 1924, los soviéticos crearon la República Socialista Soviética de Uzbekistán y la República Socialista Soviética de Turkmenistán. En 1929 la República Socialista Soviética de Tayikistán se separó de la República Socialista Soviética de Uzbekistán. El Óblast autónomo Kara-Kirguís pasó a ser una República Socialista Soviética en 1936.
Las fronteras resultantes tenían poco que ver con las divisiones étnicas o históricas de la región, pero los soviéticos estimaron importante dividir la región, pues pensaron que así limitaban las amenazas del panturquismo y el panislamismo. Bajo el control de los soviets, se registraron las diferencias entre las diferentes lenguas y culturas, diferencias que se fomentaron. También se introdujo el sistema de escritura Cirílico, para romper los enlaces tradicionales de la región con Irán y Turquía, y se cerró la frontera sur, redirigiendo todo el comercio a través de Rusia.
Bajo el gobierno de Stalin al menos un millón de personas, la mayor parte de la RSS de Kazajistán, murieron, y se atacó al islam. En la Segunda Guerra Mundial se trasladaron millones de refugiados y cientos de fábricas a la relativamente segura Asia Central, y la región pasó a ser una parte importante del complejo industrial soviético. También se ubicaron en la región muchas instalaciones militares, incluyendo instalaciones para la realización de pruebas nucleares y el Cosmódromo de Baikonur. La Campaña de las Tierras Vírgenes, que empezó en 1954, fue un programa de relocalización masiva de agricultores que llevó a más de 300.000 personas, la mayor parte Ucranianos, al norte de la RSS de Kazajistán. Esto trajo consigo grandes cambios a la composición étnica de la región. Desde la década de 1950 también se produjo una gran migración de la etnia han hacia el Turquestán Oriental, el Tíbet y Mongolia Interior.
También se produjeron situaciones similares en Xinjiang y el resto de China Occidental, que pasaron a estar bajo el control del Partido Comunista de China. En la zona se implantaron varios planes de desarrollo, y la economía se concentró en la producción de algodón, como ocurría en la zona soviética. Estas reformas estaban supervisadas por los Cuerpos de Producción y Construcción de Xinjiang, que también impulsó la migración de los Han. Esta migración alcanzó grandes proporciones; en el año 2000 el 40% de la población era de etnia Han. De la misma forma que bajo el gobierno soviético se respaldaron las diferencias locales, a Xinjiang se le garantizó la autonomía. Sin embargo, se persiguió al islam con ahínco, especialmente durante la Revolución Cultural. Análogamente a la situación soviética, muchos habitantes de la zona bajo control chino murieron a causa de políticas agrarias fallidas.

## Tras 1991
Impulsados por la Perestroika, de 1988 a 1992 aparecieron por primera vez la libertad de prensa y los sistemas multipartito en las repúblicas de Asia Central. Sin embargo, estos síntomas del cambio, que Svat Soucek llamó "el resurgir de Asia Central", tuvieron una vida muy corta, pues tan pronto como se independizaron, el poder recayó en ex-oficiales comunistas. En los primeros años ningún estado experimentó una represión tan grande como la vivida en la época soviética, pero tampoco se les puede considerar verdaderas democracias. La región ha permanecido relativamente estable, con la excepción de la Guerra civil tayika, que tuvo lugar de 1992 a 1997. En 2005 se expulsó pacíficamente al presidente de Kirguistán, Askar Akayev, durante la Revolución de los Tulipanes y un estallido de violencia en Andiján, Uzbekistán, en el que murieron varios centenares de personas. 

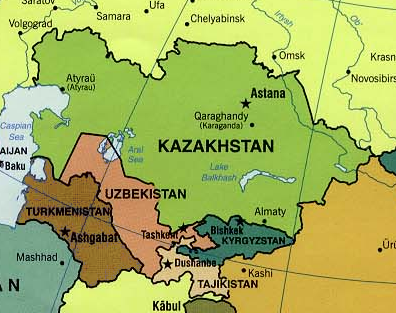
Los estados independientes de Asia Central con las fronteras diseñadas por los líderes soviéticos.

La mayor parte de la población de la región se mostró indiferente frente al colapso de la Unión Soviética. De entre la población local, había grandes porcentajes de Rusos, especialmente en Kazajistán (aproximadamente el 40%) y Taskent, Uzbekistán; que no tenían ningún interés en la independencia. Las ayudas del Kremlin habían sido fundamentales en las economías de Asia Central, donde cada república recibía grandes transferencias monetarias de Moscú. En este contexto la independencia estuvo impulsada por nacionalistas, en su mayor parte intelectuales locales. Aunque Mongolia nunca formó parte de la Unión Soviética, siguió un camino similar. No abandonó el comunismo hasta 1996, pero tuvo grandes problemas económicos tras la caída del bloque soviético.
Los logros económicos de la región desde la independencia presentan grandes contrastes. Asia Central dispone de una de las mayores reservas de recursos del mundo, pero tienen grandes dificultades para transportarlas. Dado que está más lejos del mar que ninguna otra parte en el mundo, y sus fronteras septentrionales permanecieron cerradas durante décadas, las rutas principales de comercio atraviesan Rusia. En consecuencia, Rusia ejerce más influencia en la región que en ninguna otra antigua república soviética.
Pero también hay otras potencias interesadas en Asia Central. Poco después de la independencia de los estados centroasiáticos, tanto Turquía como Irán, que históricamente han tenido mucha relación con la región, han tratado de reforzar sus lazos. Otro actor importante en el Asia Central moderna es Arabia Saudita, que ha costeado el resurgimiento del Islam en la región. Olcott remarca que poco después de la independencia, Arabia Saudita envió masivamente ejemplares del Corán y destinó fondos a reparar un número considerable de mezquitas. Se estima que sólo en Tayikistán se construyeron o restauraron 500 mezquitas con el dinero Saudí. Los líderes del partido comunista, en el pasado ateos, se han convertido en su mayoría al islam. También se han formado pequeños grupos islamistas en otros países, aunque el islam radical tiene poca tradición en la región; las sociedades centroasiáticas han permanecido bastante seculares, y los cinco estados tienen buenas relaciones con Israel. Asia Central aloja a una gran cantidad de judíos, y se han desarrollado importantes lazos comerciales entre los que se marcharon a Israel tras la independencia y los que se quedaron.
La República Popular China ve la región como una fuente esencial de materias primas, y la mayoría de los países centroasiáticos son miembros de la Organización de Cooperación de Shanghái. Esto ha afectado a Xinjiang y a otras partes de la China occidental, en las que se han emprendido planes para construir nuevas infraestructuras y complejos militares. La China centroasiática ha permanecido aislada del auge económico chino, por lo que la región es considerablemente más pobre que la costa china.
Un importante legado de la época soviética es la enorme destrucción ecológica que ha sufrido la zona. El hecho más notable es la desecación del Mar de Aral. Durante la era soviética, se decidió reemplazar los cultivos de melones y otras verduras por el cultivo de algodón, que requería de mucha más agua. Con estas intenciones se emprendieron esfuerzos masivos para irrigar el suelo, que consumía un porcentaje considerable del agua que recibía el Mar Aral anualmente. Además, se usaron grandes extensiones de Kazajistán para pruebas nucleares, y se quedaron grandes cantidades de minas y fábricas abandonadas.